# Дудник, Андрей Романович
Андрей Романович Дудник (12.12.1922, Винницкая область — 01.06.1987) —  советский военнослужащий, участник Великой Отечественной войны, полный кавалер ордена Славы, командир пулемётного отделения 500-го отдельного пулемётно-артиллерийского батальона, младший сержант — на момент представления к награждению орденом Славы 1-й степени.

## Биография
Родился 12 декабря 1922 года в селе Лозовая Шаргородского района Винницкой области. Украинец. Член ВКП/КПСС с 1963 года. Образование неполное среднее. Работал трактористом в колхозе.
В Красной Армии с 1944 года. В боях в Великую Отечественную войну с апреля 1944 года.
Пулемётчик 500-го отдельного пулемётно-артиллерийского батальона красноармеец Дудник 28 августа 1944 года в бою за высоту у населённого пункта Колибей, 32 километра юго-западнее города Ботошани, из ручного пулемёта поразил огневую точку противника, мешавшую продвижению стрелков, и четырёх солдат. При отражении контратаки гранатами подбил танк.
24 ноября 1944 года за мужество, проявленное в боях с врагом, красноармеец Дудник награждён орденом Славы 3-й степени.
Командир пулемётного отделения младший сержант Дудник, действуя в составе того же батальона и укреплённого района, 23 февраля 1945 года в бою близ населённого пункта Розтоки и железнодорожной станции Хыжне незаметно пробрался во фланг противника и внезапным огнём нанёс ему немалый урон в живой силе. Неприятель обратился в бегство, потеряв убитыми свыше десяти человек.
Приказом по 18-й армии от 5 марта 1945 года младший сержант Дудник награждён орденом Славы 2-й степени.
Воюя в боевых порядках того же батальона, 2 мая 1945 года в бою за высоту и населённый пункт Чадца, 70 километров юго-восточнее города Моравска-Острава, Дудник скрытно подобрался к дзоту противника и противотанковой гранатой подорвал пулемёт и двух солдат, а одного взял в плен.
Указом Президиума Верховного Совета СССР от 15 мая 1946 года за мужество, отвагу и героизм, младший сержант Дудник Андрей Романович награждён орденом Славы 1-й степени.
В марте 1947 года старшина Дудник демобилизован. Вернулся на родину. Был завхозом в колхозе.
Награждён орденами Славы 1-й, 2-й и 3-й степени, Отечественной войны 1-й степени, медалями.
Умер 1 июня 1987 года.